# Primera División 1894
In 1894 werd het derde seizoen gespeeld van de Primera División, de hoogste voetbaldivisie van Argentinië. Lomas AC werd kampioen. 
De competitie bestond uit zes teams die twee keer tegen elkaar speelden. 

## Eindstand
| Plaats | Club                 | Wed. | W | G | V | Saldo | Ptn. |
| ------ | -------------------- | ---- | - | - | - | ----- | ---- |
| 1º     | Lomas Athletic       | 10   | 8 | 2 | 0 | 40:5  | 18   |
| 2º     | Rosario Athletic     | 10   | 6 | 2 | 2 |       | 14   |
| 3º     | Flores Athletic Club | 10   | 6 | 0 | 4 |       | 12   |
| 4º     | Lobos Athletic       | 10   | 3 | 3 | 4 |       | 9    |
| 5º     | Saint Andrew's       | 10   | 3 | 0 | 7 |       | 6    |
| 6º     | Retiro Athletic      | 10   | 0 | 1 | 9 |       | 1    |

|  | Kampioen |